# Ludovic Halévy
Ludovic Halévy (París, 1 de enero de 1834-ibídem, 7 de mayo de 1908) fue un autor dramático, libretista de operetas y ópera, y novelista francés.
En 1852 Ludovic Halévy trabaja en la administración pública como jefe de la dirección del ministerio de Colonias. Colabora con el duque de Morny, en el Cuerpo legislativo, mientras trabaja en su libreto para la opereta "Monsieur Choufleuri restera chez lui", con música de Jacques Offenbach (1861). Su carrera literaria alcanza rápidamente tanto prestigio que le permitirle dejar su trabajo de administrativo en 1865.
Colabora en la composición de numerosos libretos de operetas con León Battum, Hector Crémieux y, especialmente, con Henri Meilhac (1831-1897) con el que escribe las más célebres operetas de Jacques Offenbach: La Belle Hélène (1864); La vie parisienne (1866); La Grande-Duchesse de Gérolstein (1867) y La Périchole (1869); y el libreto de Carmen de Georges Bizet (1875).
Ambos, Henri Meilhac y Ludovic Halévy, escriben, asimismo, vodeviles y comedias: Les Brebis de Panurge (1863); Fanny Lear (1868); Froufrou (1869); Tricoche y Cacolet (1872); Le Prince (1876); La Cigale (1877); Le Mari de la débutante (1879).
De esta colaboración, que duró más de veinte años, es difícil determinar cual de los dos tuvo más relevancia en la composición de todas estas obras. Si se juzga por las obras que Ludovic firmó en solitario, este tenía tanto ingenio y vivacidad como su compañero, más gusto, refinamiento, profundidad y humanidad, pero menos euforia e imaginación.
Halévy crea los personajes de la familia Cardinal, símbolo de la pequeña burguesía parisina, pomposa, pedante y malévola. Escribió dos novelas, L’Abbé Constantin (1882) y Criquette (1883), que tuvieron un gran éxito a finales del siglo XIX. Rompiendo con el oscurantismo de las novelas naturalistas, estas novelas describían un mundo en el que, aunque realista, todos los personajes eran buenos y virtuosos.
Este éxito le abrió las puertas de la Academia francesa ocupando, el 4 de diciembre de 1884, el sillón 22, sucediendo a Joseph Othenin d’Haussonville. Su recepción oficial tuvo lugar el 4 de febrero de 1886. Dio su apoyo, infructuoso, a las numerosas candidaturas de Émile Zola, y prácticamente dejó de escribir.
Hacia 1878, Ludovic Halévy, junto con su sobrina Geneviève Bizet, futura señora Strauss y promotora de un conocido salón literario, recibía al "todo" París artístico y literario. En su apartamento de la calle Douai, 22, "los jueves de Ludovic", compartía tertulia con Edgar Degas (quien rompió su amistad con él por su condición de judío a raíz del conocido como caso Dreyfus), Gustave Moreau, Edouard Dubufe, Édouard Manet, John Lemoine, Georges Ohnet, Charles Gounod, Henri Meilhac, Charles Hass, el vizconde Eugène-Melchior de Vogüe, Guy de Maupassant, Alexandre Guiraud, Georges de Porto-Riche, Émile Straus o Robert de Montesquiou.
Ludovic Halévy era hijo del polígrafo León Halévy (1802-1883) y sobrino del compositor Jacques Fromental Halévy (1799-1862).
Por su matrimonio en 1868 con Louise Breguet, era yerno de Louis Breguet (1804-83), relojero y físico. De esta unión nacieron, Élie Halévy, historiador de Inglaterra (1870-1937) y Daniel Halévy (1872-1962), ensayista e historiador. Fue el suegro y el abuelo de los políticos Louis Joxe (1901-91) y Pierre Joxe (1934). Asimismo fue el tío político del aviador Louis Charles Breguet. Su prima, Geneviève Halévy, hija de Jacques Fromental Halévy se casó con Georges Bizet en 1862 y, posteriormente, contrajo matrimonio con Émile Strauss.

## Obras
En la bibliografía de Ludovic Halévy se contabilizan 90 obras, entre las que puede encontrarse su colaboración con Henri Meihac, escribieron las operetas para Offenbach:
- 1864 - La Belle Hélène
- 1866 - La vie parisienne
- 1867 - La Grande-Duchesse de Gérolstein